# Ауди Тип R
Ауди Тип R (на немски: Audi Typ R) е модел на Ауди от горен клас, произвеждан между 1928 и 1932 година като наследник на скъпия Тип M. Моделът е известен и като Ауди Император (Audi Imperator).
Двигателят е осемцилиндров редови с обем 4.9 литра. Мощността му е 100 к.с. (74 kW), максималната скорост – 120 км/ч. Автомобилът е със задно задвижване и триристепенна скоростна кутия. Спирачките са механични на четирите колела.
Предлага се във варианта четиривратна лимузина от типа Пулман. Въпреки че е по-евтин, но по-мощен от Тип М, Тип R не регистрира достатъчно продажби. За да се спаси от банкрут, Ауди се слива с DKW, Хорх и Вандерер в Ауто Унион. Произведени са 145 бройки.
Наследник на този модел от 1929 г. е Ауди Тип SS.